# Apella
Apella (gr. Ἀπέλλα) – zgromadzenie ludowe w starożytnej Sparcie, uchwalające prawa, rozstrzygające najważniejsze kwestie państwowe i wybierające urzędników (gerontów i eforów), a od VI/V w. p.n.e. decydujące także o wypowiedzeniu wojny. Uczestniczyli w nim wszyscy pełnoprawni obywatele (homoioi – „równi”, czyli spartiaci), którzy ukończyli 20 lat. Zebrani nie mieli prawa dyskusji – w przeciwieństwie do Aten nie funkcjonowała zasada isegorii, a Spartanie jedynie przyjmowali lub odrzucali wnioski geruzji i eforów, bez możliwości wprowadzenia poprawek. Głosowano okrzykami, a w razie wątpliwości przez rozejście się.
Kompetencje apelli zakreślił akt nazywany Wielką Retrą.